# Oxya sianensis
Oxya sianensis är en insektsart som beskrevs av Zheng, Z. 1964. Oxya sianensis ingår i släktet Oxya och familjen gräshoppor. Inga underarter finns listade i Catalogue of Life.